# Ryszard Jankowski (pastor)
Ryszard Jankowski – polski pastor adwentystyczny, w latach 2018–2023 przewodniczący Kościoła Adwentystów Dnia Siódmego w RP.

## Życiorys
Ryszard Jankowski urodził się w trzecim pokoleniu adwentystów w Szubinie koło Bydgoszczy. Dorastając w zborze bydgoskim, angażował się w życie i działalność lokalnego Kościoła. Po zdaniu matury rozpoczął naukę w Seminarium Duchownym w Podkowie Leśnej. W tym czasie ożenił się z Haliną Sochanek, a owocem tego związku jest dwoje dorosłych już dzieci — syn Tomasz i córka Anna. Następnie ukończył roczne studia języka angielskiego na Newbold College (Wielka Brytania). Kontynuował naukę na Andrews University, gdzie otrzymał tytuł magistra w zakresie przywództwa i zarządzania.
Służbę duszpasterską rozpoczął we wrześniu 1978 w Poznaniu, zaś w 1981 osiadł w Koszalinie, gdzie kontynuował działalność kościelną podejmując się opieki nad tamtejszym zborem.
W latach 1988–1997 był dyrektorem Sekretariatu Młodzieży przy Zarządzie Kościoła Adwentystów Dnia Siódmego w RP, zaś w latach 1998–2003 sekretarzem ds. Kaznodziejstwa.
W latach 2003–2018 był przewodniczącym Diecezji Zachodniej Kościoła, jednocześnie w latach 2013–2018 zasiadając w Radzie Kościoła.
31 maja 2018 podczas XXII Zwyczajnego Zjazdu Kościoła w Podkowie Leśnej został wybrany na przewodniczącego Kościoła Adwentystów Dnia Siódmego w RP.
Zastąpił na tym stanowisku pastora Jarosława Dzięgielewskiego. Z urzędu jako przewodniczący Kościoła pastor Jankowski zasiada także w Radzie i Zarządzie Kościoła.
W kwietniu 2022 został delegatem do Komitetu Krajowego Towarzystwa Biblijnego w Polsce w kadencji 2022–2027.